# Paris Hilton
Paris Whitney Hilton (New York, 17 febbraio 1981) è un personaggio televisivo, socialite, imprenditrice e cantante statunitense.
È la pronipote ereditiera di Conrad Hilton, fondatore della catena di hotel di lusso Hilton, il cui patrimonio è stimato in circa 800 milioni di dollari. Il patrimonio di Paris Hilton ammonta a circa 400 milioni di dollari.

## Biografia
Paris Hilton è nata a New York, figlia di Richard Hilton, un uomo d'affari, e di Kathy Hilton (nata Avanzino), un'attivista e attrice. Hilton ha due fratelli e una sorella: Nicky Hilton, Barron Nicholas Hilton II e Conrad Hughes Hilton III. Hilton ha origini norvegesi, tedesche, italiane, inglesi, irlandesi e scozzesi. La famiglia seguiva la fede cattolica.
Hilton ha vissuto in vari luoghi durante la sua infanzia, tra cui Manhattan, Beverly Hills e gli Hamptons. Da piccola era amica di alcune personalità famose, come Nicole Richie e Kim Kardashian. Ha frequentato  diverse scuole nel suo percorso educativo, il suo primo anno di scuola superiore alla Marywood-Palm Valley School a Rancho Mirage, in California e poi la Dwight School a New York. Ha poi frequentato la Canterbury Boarding School, situata a New Milford, nel Connecticut, dove ha fatto parte di una squadra di hockey su ghiaccio. Hilton ha successivamente conseguito i GED.
Tra il 1998 ed il 1999 ha frequentato per un anno, fino al compimento della maggiore età, un collegio per adolescenti problematici e con problemi psichici: la Provo Canyon School di Springville, nello Utah. Iscritta in maniera forzata dai suoi genitori a causa dei suoi comportamenti ribelli, qui è diventata vittima di abusi psichici e fisici che ha denunciato diversi anni dopo insieme ad alcune compagne di scuola. L'ereditiera ha dichiarato che il personale del collegio la picchiava, la costringeva a prendere pillole sconosciute, la guardava mentre faceva la doccia e la obbligava a stare in isolamento senza vestiti come punizione: «Erano fisicamente violenti, ci colpivano, ci soffocavano. Volevano che fossimo troppo spaventati per disobbedire. Non potevo raccontarlo alla mia famiglia perché ogni volta che ci provavo lo staff del collegio mi puniva.»
A dicembre 2007 il nonno di Hilton donò il 97% del patrimonio che doveva spettare alla nipote all'organizzazione di beneficenza fondata da suo padre, Conrad Hilton, chiamata la Conrad N. Hilton Foundation. Vennero donati 1,2 miliardi di dollari, con l'aggiunta di altri 1,1 miliardi dopo la sua morte.
Paris Hilton soffre di disturbo da deficit di attenzione/iperattività.

## Carriera

### Moda

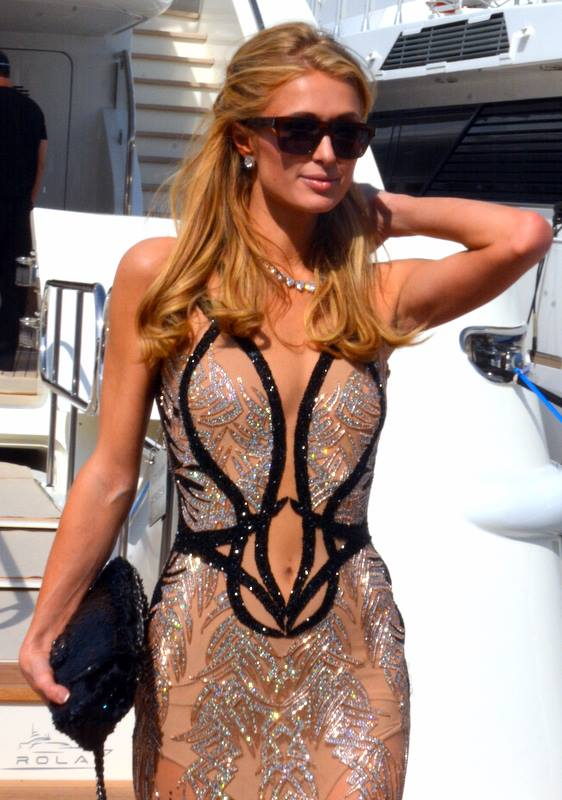
Paris Hilton a Cannes nel 2016

Paris ha iniziato a fare la modella da bambina, soprattutto per organizzazioni benefiche. Dopo aver terminato il liceo, intorno al 2000, intraprese la carriera di indossatrice e modella, dapprima sfilando per Marc Bouwer e Catherine Malandrino, quindi facendosi conoscere in varie campagne pubblicitarie, tra cui Iceberg Vodka, Guess?, Tommy Hilfiger, Christian Dior e Guess by Marciano. All'età di 19 anni è stata inoltre assunta dall'agenzia di Donald Trump come indossatrice. È apparsa su numerose riviste, tra cui Maxim, nell'aprile 2004. Paris ha fatto da modella per 2 B Free nel 2007, e per la settimana della moda brasiliana sia nel 2010 che nel 2011 a São Paulo. Ha inoltre indossato gli abiti di Andre Tan nella settimana della moda dell'Ucraina del 2011.

### Cinema e televisione

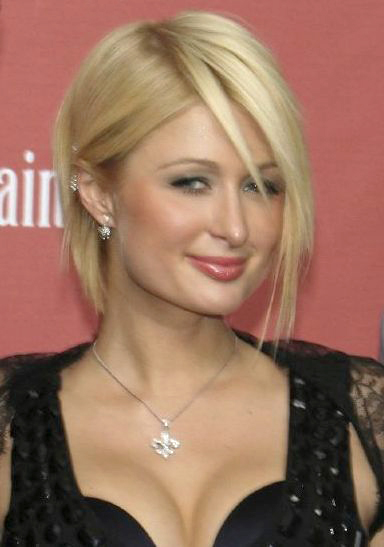
Paris Hilton agli Scream Award nel 2007

Paris Hilton è apparsa in molti film come cameo. Tra questi, si ricordano Zoolander, Wonderland - Massacro a Hollywood e Il gatto... e il cappello matto. Ha inoltre recitato come personaggio secondario in Nine Lives, Quando meno te lo aspetti, The Hillz e La maschera di cera. Grazie al suo ruolo di Paige Edwards in quest’ultimo film, ha vinto un Teen Choice Awards nella categoria "Choice Movie Scream Scene" ed è stata nominata per il premio "Choice Breakout Performance – Female". Ha però vinto alcuni premi negativi, come il Razzie Award nel 2005 per la "Peggior attrice non protagonista". È stata anche nominata agli MTV Movie Awards nella categoria "Best Frightened Performance" nel 2006. Nello stesso anno, ha iniziato ad avere ruoli principali in alcuni film, come Pledge This! e Bottoms Up. Fa il ruolo di Cristabel nel film The Hottie and the Nottie, pubblicato nel 2008. È anche apparsa in An American Carol.
Paris ha poi ricoperto il ruolo di Amber Sweet nel musical Repo! The Genetic Opera. Le critiche sul suo ruolo in questo film sono state positive, sia sul canto che sulla recitazione. In un'intervista, il regista Darren Lynn Bousman ha affermato che inizialmente non avrebbe voluto Paris Hilton nel ruolo di Amber Sweet: "Ero disperato," dice Bousman, "ma quando ci siamo incontrati sono rimasti tutti affascinati." Nella stessa intervista, Bousman ha anche detto che Paris era molto soddisfatta della parte che le era stata assegnata, e che ha usato il suo tempo trascorso in prigione per migliorarsi nel ruolo.
Paris ha partecipato, insieme all'amica d'infanzia Nicole Richie, al programma The Simple Life, che ha fatto il suo debutto il 2 dicembre 2003 ed è composto da cinque stagioni. Lo show è stato cancellato dopo la terza edizione dalla Fox Broadcasting Company a causa di un litigio tra Paris e Nicole, ma ha ripreso grazie alla E! Entertainment Television, che ha prodotto le ultime due stagioni. Anche se era stata pianificata una sesta edizione, il programma non è andato oltre la quinta stagione. Nel marzo del 2008 venne riportato che Paris Hilton aveva l'intenzione di produrre un reality show su MTV intitolato Paris Hilton's My New BFF, nel quale ella, tra le concorrenti, trova la sua nuova migliore amica. Il programma ha debuttato il 30 settembre 2008.
Hilton ha anche recitato in alcuni episodi delle trasmissioni The O.C., The George Lopez Show, Las Vegas, American Dreams, Dogg After Dark e Veronica Mars. È poi apparsa in molti video musicali, come It Girl di John Oates e Just Lose It di Eminem. Nel settembre del 2007 sono iniziati i lavori per un cartone animato dedicato alla vita di Paris, sua sorella Nicky e il suo cane Tinkerbell. Nell'aprile del 2008 ha partecipato a un episodio del telefilm My Name Is Earl intitolato "Non morirò con un piccolo aiuto dai miei amici". Il 29 gennaio 2009, Paris Hilton's British Best Friend, la versione inglese del suo reality show, ha fatto il suo debutto sul canale ITV2 nel Regno Unito. La seconda stagione di Paris Hilton's My New BFF è cominciata il 2 giugno 2009. Nello stesso mese, sono iniziate le registrazioni di Paris Hilton's Dubai BFF. Il programma è andato in onda dal 17 aprile 2011 per dieci puntate. La seconda classificata della serie britannica, Kat McKenzie, è morta il 3 luglio 2009 per overdose.

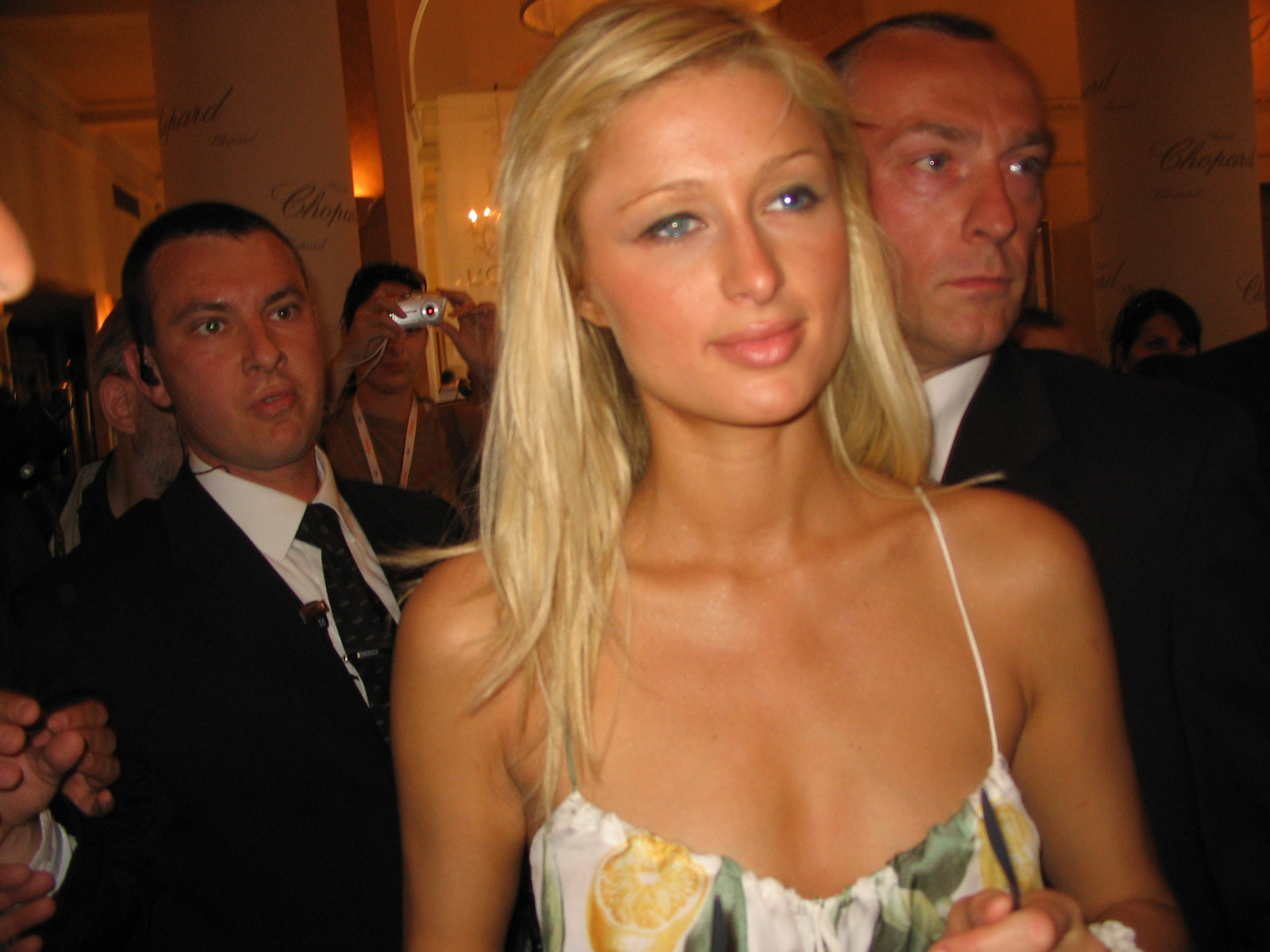
Paris Hilton a Cannes nel 2005

Paris ha fatto parte del quinto episodio della quinta stagione di Supernatural. Eric Kripke, il regista e ideatore del programma, ha affermato in un'intervista: "Paris Hilton coprirà il ruolo di una diabolica creatura che prenderà la sembianze di... Paris Hilton. Sarà un episodio divertente, irriverente e siamo sorpresi dal fatto che Paris abbia accettato di fare quel ruolo." Paris Hilton è stata inoltre ospite al programma I Get That a Lot nel 2010. Sempre nel 2010, Hilton ha dato la voce al personaggio Bella del film The Dog Who Saved Christmas Vacation per il canale ABC. Ha detto al riguardo: "Penso che sia un film molto carino. Adoro i film con animali, amo i film natalizi, e inoltre mia nonna, che è morta un paio di anni fa per cancro al seno, aveva una barboncina chiamata Paris. Quindi quando guardo questo film è un po' come guardare la cagnolina di mia nonna. È un po' come un segno per me." Il film è stato mandato in onda il 28 novembre 2010. Il 1º ottobre 2010 il canale statunitense Oxygen ha iniziato a produrre un reality show chiamato The World According to Paris, in cui viene mostrata la vita quotidiana di Paris Hilton. Il programma è stato mandato in onda a partire da giugno 2011, ma è stato cancellato alla fine della prima stagione per via degli scarsi ascolti.
Hilton è apparsa in un cameo nel film Bling Ring di Sofia Coppola, ispirato alla storia reale della banda di adolescenti "Bling Ring" che hanno rubato in varie case di celebrità, fra cui quella di Hilton, che ha prestato la sua abitazione per le riprese.

### Musica

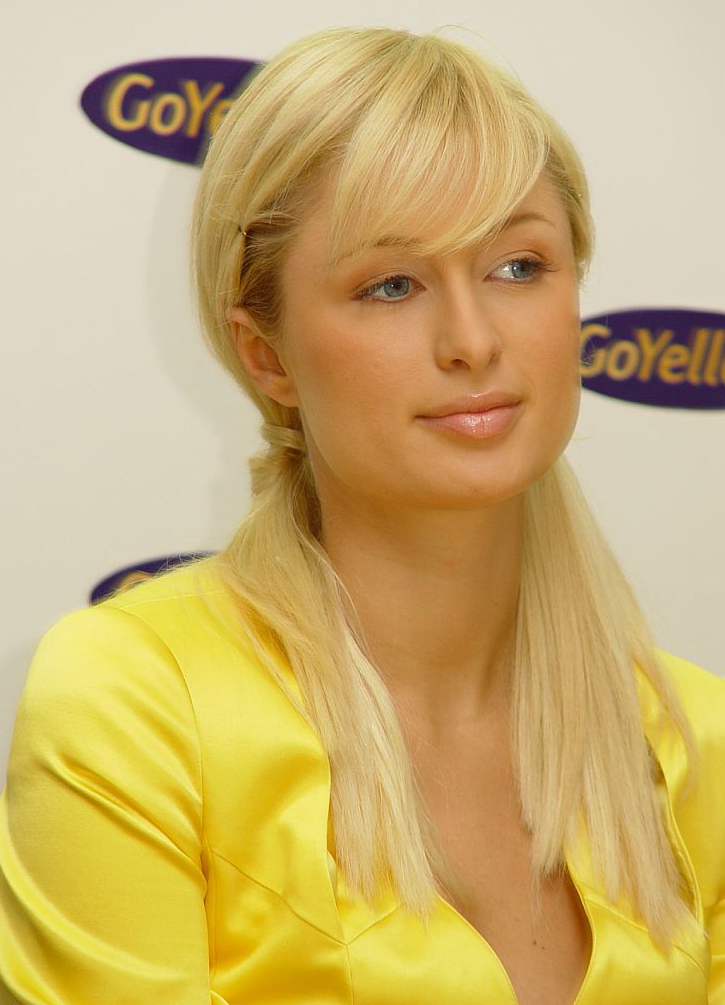
Paris Hilton ad una conferenza per GoYellow.de a Monaco di Baviera, in Germania

Paris Hilton ha fondato la Heiress Records, parte dell'etichetta discografica Warner Bros. Records, nel 2004, e ha pubblicato il suo album di debutto intitolato Paris sotto di essa il 18 agosto 2006. L'album ha fatto il suo debutto nella Billboard 200, la classifica degli album statunitensi, al numero 6, vendendo 77 000 copie nella sua prima settimana, ma nonostante questo ha venduto in totale solo 197 000 copie negli Stati Uniti. La recensione del sito Allmusic fu molto favorevole all'album, definendolo "più divertente di qualunque altro materiale pubblicato da Britney Spears o Jessica Simpson, e anche molto più moderno." Le critiche furono però in generale miste.
Dall'album sono stati estratti quattro singoli. Il singolo di debutto è Stars Are Blind, dalla melodia raggae e pop, che ha avuto un grande successo, entrando nella top 20 di ben 19 paesi, Stati Uniti e Italia compresi, dove ha raggiunto rispettivamente le posizioni numero 18 e 5. Il secondo singolo ufficiale, pubblicato agli inizi del 2007, è Nothing in This World, che ha avuto meno successo del primo. I due singoli promozionali, Turn It Up e Screwed, sono stati pubblicati rispettivamente nei club statunitensi e in Asia. Turn It Up ha raggiunto la prima posizione nella classifica statunitense delle canzoni più riprodotte nei club. Paris Hilton ha anche inciso alcune canzoni per la colonna sonora del musical Repo! The Genetic Opera. In un'intervista, il direttore, Darren Lynn Bousman, ha affermato che le abilità di Hilton sono molto alte. Quando è stata all'audizione vocale del musical, Bouseman le ha detto che le è stata data della musica e avrebbe dovuto tornare il giorno dopo ed esibirla; quando il giorno dopo tornò, aveva memorizzato tutto, eseguendo una performance perfetta.

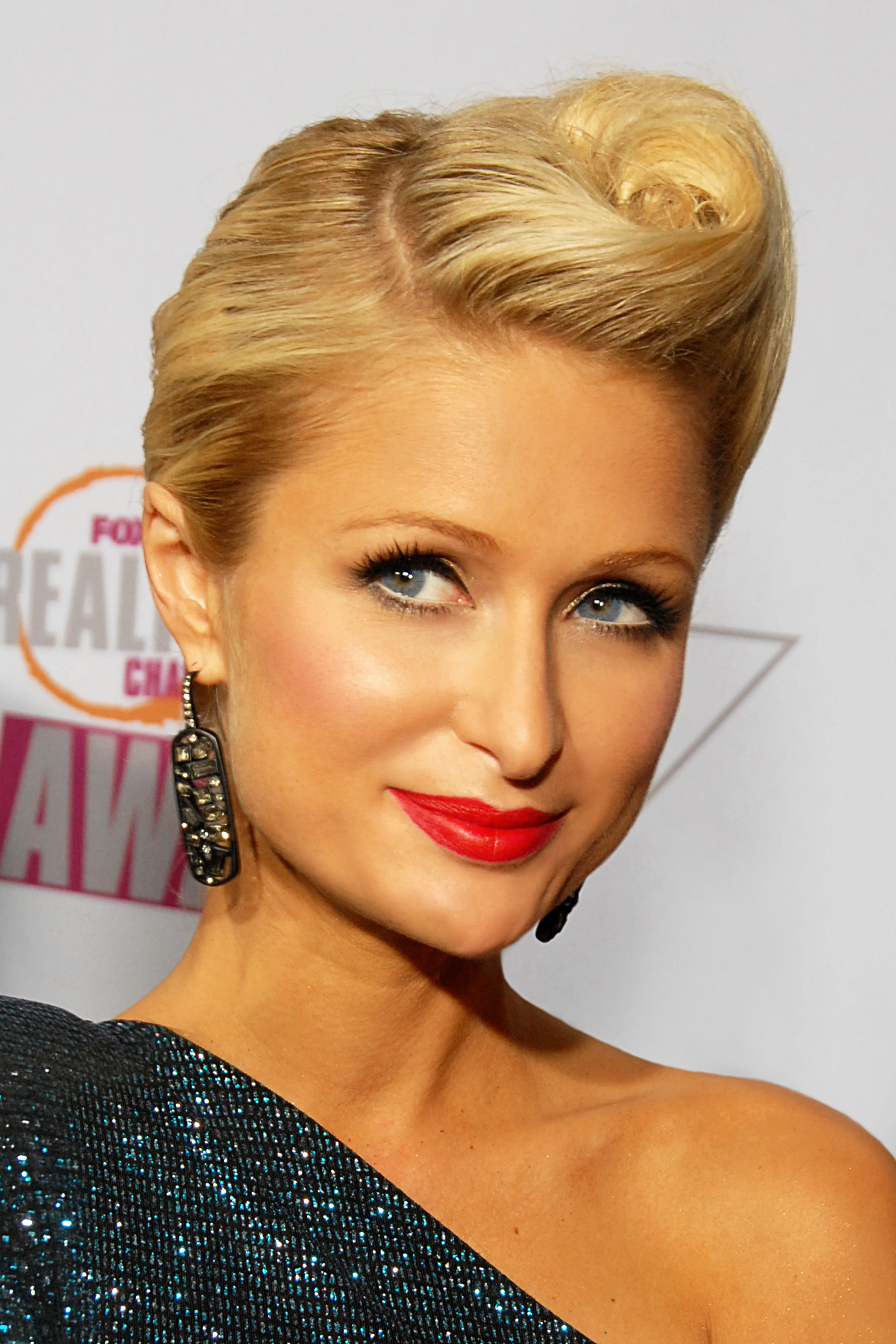
Paris Hilton nel 2009

Il 16 luglio 2007 Paris Hilton ha confermato che stava lavorando sul suo secondo album con Scott Storch. Secondo una recente intervista di MTV, l'ereditiera avrebbe deciso che le canzoni del nuovo disco saranno di genere dance. Ha inoltre affermato che adora Bob Sinclar e che vorrebbe creare della musica nello stile del DJ. Per il nuovo album, Paris ha fatto installare uno studio di registrazione nella sua casa. Il 30 settembre 2008 la sua canzone My BFF, la sigla del suo reality show Paris Hilton's My New BFF, ha fatto il suo debutto sulla stazione radio KIIS-FM con Ryan Seacrest. Nell'ottobre del 2008, a fianco della sua parodica campagna elettorale alla candidatura come presidente degli Stati Uniti, è stata pubblicata la canzone Paris For President, a cui è stato affiancato un video musicale.
Altre quattro canzoni inedite di Paris sono emerse online verso la fine del 2008: Jailhouse Baby, Platinum Blonde, Crave e Girl Tax. Nel novembre del 2008, Paris ha confermato in un'intervista con la rivista Entertainment Weekly che ha finito di lavorare sul suo nuovo album e che ha scritto tutte le canzoni. L'album è stato co-prodotto da Mike Green, il quale aveva lavorato con band famose come i Paramore e i Matches. Nel dicembre del 2008, sempre secondo quanto ha detto ad Entertainment Weekly, si è messa alla ricerca di un'etichetta discografica per il suo nuovo disco, che probabilmente sarà la Heiress Records, fondata da Hilton stessa per il suo album precedente. A settembre 2011, durante il Sun City Music Festival, il DJ olandese Afrojack ha presentato un demo incompleto di Paris Hilton intitolato Good Time. Nello stesso mese DJ Antoine ha reso noto che aveva incontrato Hilton due volte per una collaborazione sul prossimo album dell'ereditiera. Ad ottobre il duo Manufactured Superstars ha confermato che il loro prossimo singolo sarebbe stato Drunk Text, nel cui video appare Hilton. Nel numero di gennaio 2012 della rivista FHM Paris ha parlato del suo secondo album, affermando: "Ho lavorato sul mio disco con molti famosissimi DJ per molto tempo e penso che la gente ne rimarrà di stucco. È molto moderno e orecchiabile; perfetta musica da discoteca."
L'8 ottobre 2013 è uscito il video musicale del suo singolo Good Time, cantato e girato con Lil Wayne.
Nel luglio 2014 esce il singolo Come Alive con annesso video musicale. A novembre dello stesso anno ha vinto il premio come miglior DJ donna dell'anno secondo la stazione radio NRJ.
Il singolo successivo è High Off My Love in collaborazione con Birdman, uscito nel maggio 2015 con video musicale. Il singolo ha raggiunto la terza posizione della classifica americana Dance Club Songs di Billboard.
Il giorno di San Valentino 2018 viene distribuito per il download digitale il singolo I Need You il cui video musicale è stato diretto dall'allora fidanzato Chris Zylka. Una versione precedente del singolo era stata diffusa illegalmente in rete nel 2010. Il singolo ha debuttato alla posizione 48 raggiungendo poi la 32 della classifica Dance Club Songs di Billboard.
Il 10 maggio 2019 esce il singolo B.F.A. (Best Friend's Ass) in collaborazione con il duo di produttori belga Dimitri Vegas & Like Mike. Nel video musicale è comparsa Kim Kardashian e altre celebrità del web. Il singolo ha raggiunto la posizione 45 della classifica americana di canzoni di dance/elettronica di Billboard e la posizione 25 della classifica belga Ultratop. Il 19 luglio dello stesso anno viene pubblicato il singolo Lone Wolves con la vocalist MATTN, accompagnato da un video musicale. Due giorni dopo si esibisce come DJ al festival musicale belga Tomorrowland.

### Pubblicazioni
Nell'autunno del 2004 Paris Hilton ha pubblicato un'autobiografia, Confessioni di un'ereditiera, scritta con l'aiuto di Merle Ginsberg. Hilton ha ricevuto un pagamento anticipato pari a 100 000 dollari americani per il libro. Alcuni media hanno ritenuto lo stile di scrittura dilettantesco. Robert Mundell fece una parodia dell'opera al David Letterman Show. Tuttavia, esso divenne un best seller del New York Times. Paris continuò la sua carriera da autrice insieme alla Ginsberg con il libro-diario Your Heiress Diary. Confess It All to Me. Nel settembre del 2009, la frase di Paris "Vestiti bene dovunque tu vada, la vita è troppo corta per passare inosservati" è stata aggiunta al dizionario delle citazioni di Oxford.

### Sport
Paris Hilton è entrata nel Motomondiale con un proprio team, chiamato Pev-Blusens-SMX-Paris Hilton, che, a partire dal 2011 ha iniziato a correre solo nella classe 125 con due Aprilia RSA 2011 color fucsia affidate a Sergio Gadea e Maverick Viñales, per poi avere una presenza anche nelle altre classi, come una probabile presenza anche in Moto2 a partire dal 2013. Il team lavora in collaborazione con l'Aprilia Racing con Richard Jove e Rossano Brazzi presenti alla direzione sportiva.

## Prodotti e pubblicità

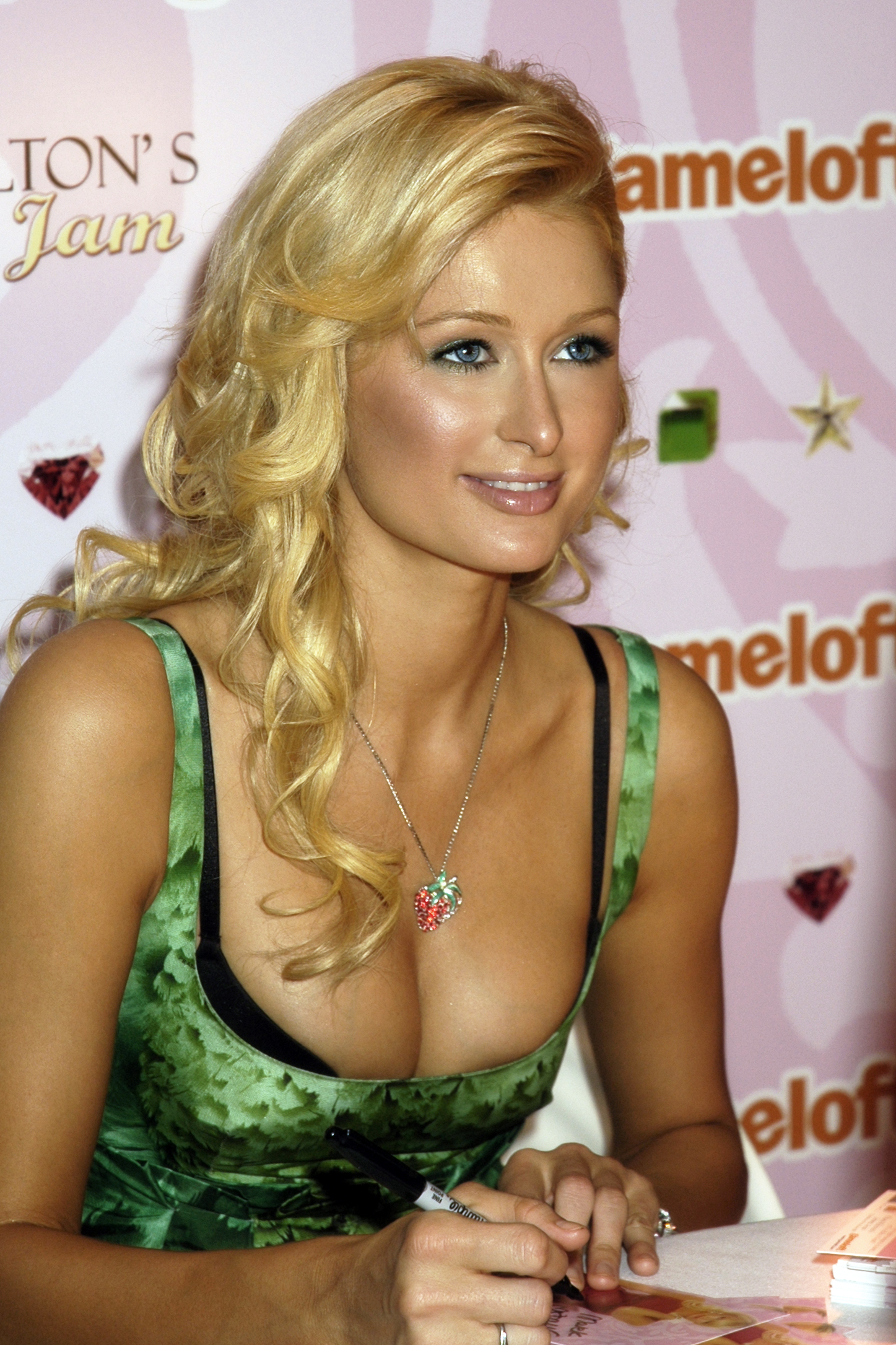
Paris Hilton promuove il suo gioco per cellulare, Jewel Jam, all'E3 Video Game Convention del 2006

Paris ha aiutato la marca giapponese Samantha Thavasa nel disegnare una collezione di borse, e ha collaborato per la creazione di gioielli messi in vendita sul sito Amazon.com. Nel 2004 l'ereditiera ha inoltre creato una linea di profumi per Parlux Fragrances. Originariamente le fragranze dovevano costituire una collezione ristretta, ma questa fu espansa e messa in vendita a dicembre 2004 vista l'alta richiesta da parte dei clienti. Con il lancio di questi profumi, le vendite dei prodotti Parlux sono aumentate del 47%, in gran parte grazie alle creazioni di Hilton. Dopo il successo ottenuto, la Parlux Fragrances ha messo in commercio altri profumi creati da Hilton, sia per donna che per uomo. Paris ha lanciato una nuova fragranza a ottobre 2007 chiamata Can Can. Questo è il suo quarto profumo da donna, dopo Paris Hilton, Just Me e Heiress/Heir. Nel novembre 2008 è uscita una quinta fragranza, che Hilton ha chiamato Fairy Dust. La sesta fragranza per donna di Paris Hilton è stata messa in commercio a luglio 2009 con il nome di Siren. Nel 2010 Paris ha messo in commercio un ulteriore profumo, Tease, ispirato a Marilyn Monroe. In seguito, l'ereditiera ha creato una collezione di fragranze, che ha chiamato Passport. Esse s'ispirano a città come Tokyo, Parigi, South Beach e St. Moritz. A ottobre 2011 tutti i profumi creati da Paris Hilton hanno guadagnato 1,6 miliardi di dollari americani; in tutto il mondo esistono 35 negozi che portano il suo nome.
A gennaio 2007 Paris Hilton ha messo in commercio la sua linea di extention per capelli, chiamata DreamCatchers, per Hair Tech International. Ad agosto dello stesso anno Hilton ha firmato un contratto con l'agenzia Antebi per la creazione di una linea di scarpe, chiamata poi Paris Hilton Footwear, che include sia scarpe eleganti, dai tacchi a spillo alle zeppe, a quelle sportive. La collezione è stata messa in vendita a partire dal 2008. Sempre ad agosto 2007 l'ereditiera ha lanciato una linea di magliette, vestiti, cappotti e jeans per il negozio Kitson a Los Angeles. Nel 2005 è stata aperta una catena di discoteche, dirette da Fred Khalilian, che portano il nome di Club Paris. Per questo motivo l'ereditiera ha dovuto dare il suo consenso all'utilizzo del suo nome. L'associazione è stata tuttavia chiusa a gennaio 2007 per via della troppa assenza di Hilton agli eventi promozionali delle discoteche, dei quali lei era la protagonista. Paris è inoltre in possesso di vari negozi che vendono abbigliamento creato da lei, situati a Manchester, Seul e Dubai. Nel 2011 è stato aperto un nuovo negozio nelle Filippine e uno ulteriore in India.
A dicembre 2007 Paris Hilton ha posato nuda, coperta di pittura dorata, per promuovere il Rich Prosecco, una varietà del vino italiano Prosecco. L'ereditiera è inoltre stata in Germania per promuovere l'alcolico, dove è apparsa in vari cartelloni pubblicitari. A febbraio 2010 Paris ha partecipato alla campagna pubblicitaria per la birra brasiliana Devassa Bem Loura. Come parte della campagna promozionale, l'ereditiera ha partecipato alla sfilata del Carnevale di Rio de Janeiro dal carro della birra. Nonostante il fatto che Paris Hilton fosse apparsa nello spot della birra e avesse sfilato al Carnevale di Rio abbia fatto notizia, le vendite della Devassa hanno costituito solo il 0,2% del mercato del 2010. Nel 2011 Hilton è stata nominata "imprenditrice dal miliardo di dollari" dalla rivista Variety, sulla cui copertina è apparsa. Sempre nel 2011 Paris ha collaborato con la catena di hotel Century Properties per progettare parte del suo Azure Urban Resort Hotel Residences nelle Filippine. Nel 2013 ha prodotto una nuova linea di borse e scarpe che porta il suo nome, la collezione è stata presentata il 15 settembre in occasione di Mipel e Micam a Milano, città nella quale prevede di aprire uno store. Nel 2018 ha prodotto una linea di skincare che porta il suo nome, che ha presentato in città come Seul e Milano. A maggio 2020 ha lanciato il sito web del suo merchandising mettendo in vendita abbigliamento e accessori con alcuni dei suoi slogan più celebri.

## Immagine pubblica

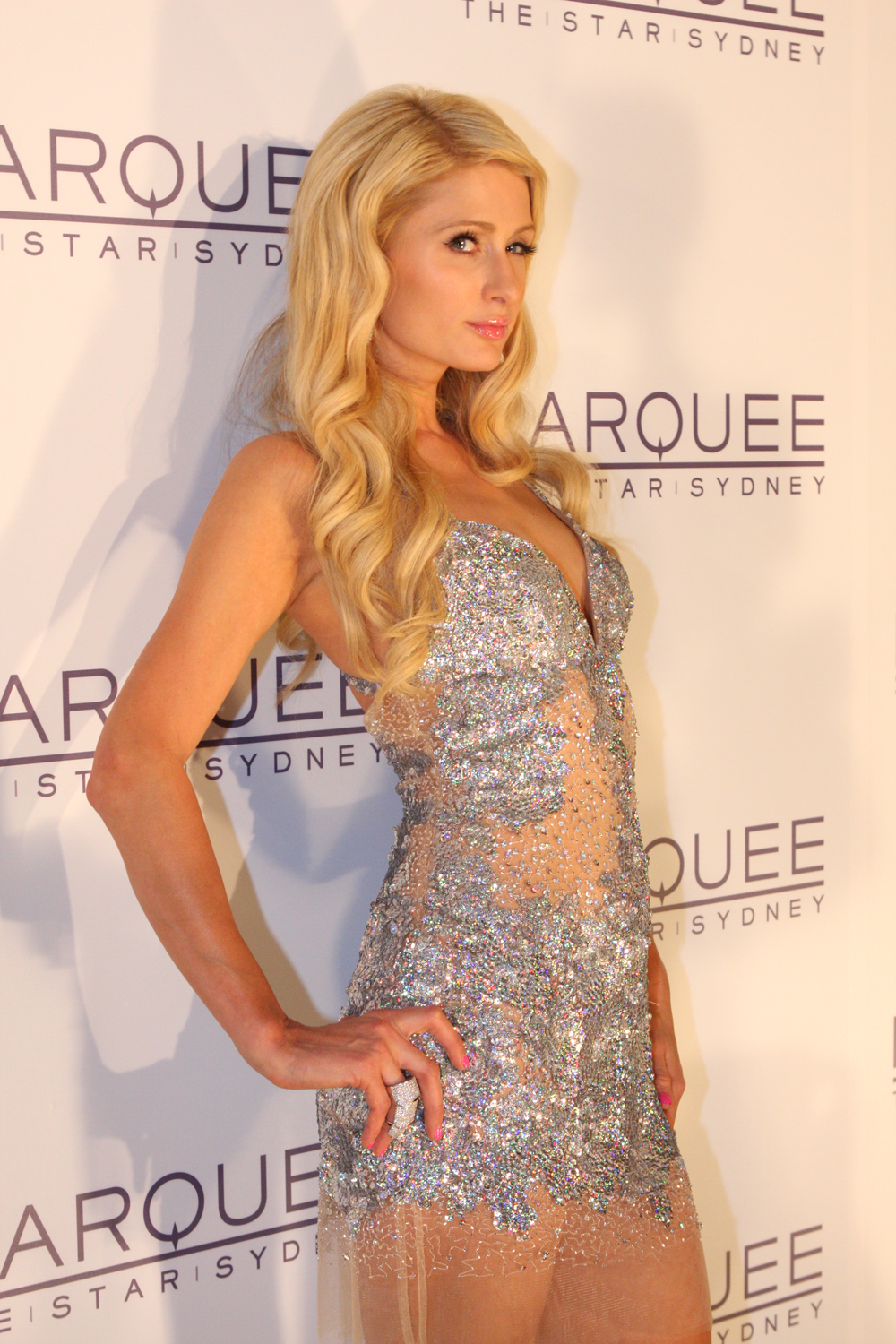
Paris Hilton a Sydney nel 2012

Paris Hilton, secondo un'intervista all'Harper's Bazaar nel maggio 2007, non è d'accordo col fatto di essere proclamata "l'icona bionda del decennio" come Diana Spencer e Marilyn Monroe nei decenni passati. È apparsa nel libro dei Guinness World Records del 2007 come "celebrità più sopravvalutata". In alcuni sondaggi dell'Associated Press e dell'AOL, fu votata come "peggior celebrità nel ruolo di modella del 2006", dietro a Britney Spears. Le critiche affermano che Paris Hilton è il classico esempio di persona famosa per essere famosa ossia persona diventata celebre senza alcun merito; data questa diffusa opinione, l'Associated Press ha fatto un esperimento del febbraio del 2007, che consisteva nel non riportare Paris in nessun articolo per un'intera settimana.

## Vita privata
Nel 2004 fu diffuso un video pornografico con il titolo 1 Night in Paris, dove Paris compare con l'ex fidanzato Rick Salomon. Il filmato è stato pubblicato da Salomon senza il consenso della Hilton. Tra il 2003 e il 2004 ha avuto una relazione con il cantante dei Backstreet Boys, Nick Carter.
Ha avuto una relazione con Benji Madden, il chitarrista dei Good Charlotte; i due si sono lasciati nel novembre 2008.
Nel 2017 ha avuto una relazione con l'attore e modello Chris Zylka; la coppia si è lasciata a novembre dello stesso anno.
Nel 2019 ha iniziato a frequentare l'imprenditore Carter Reum, amico di lunga data. Il 17 febbraio 2021, giorno del suo 40º compleanno, ha annunciato il fidanzamento con Reum. I due si sono sposati l'11 novembre 2021 a Bel Air.
Il 25 gennaio 2023 annuncia tramite i social la nascita di suo figlio Phoenix Barron, avuto tramite madre surrogata. Il 24 novembre 2023 annuncia tramite social la nascita della seconda figlia, London Marilyn, avuta sempre tramite madre surrogata.
Sempre nel 2023 ha dichiarato di essere stata molestata e vittima di stalking da un suo insegnante alle medie, e drogata e violentata da un ragazzo all'età di 15 anni.

## Casi giudiziari

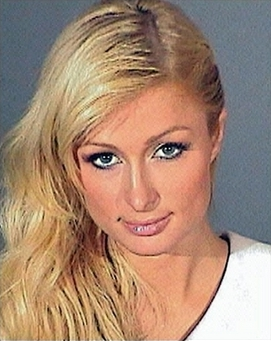
Foto segnaletica di Paris Hilton scattata al Los Angeles County Sheriff's Depart nel 2007, dopo essere stata arrestata per guida senza patente e in stato di ebbrezza

Il personaggio di Paris Hilton è stato spesso al centro dell'attenzione dei media scandalistici a causa dei suoi comportamenti e del suo stile di vita. A settembre 2006 l'ereditiera fu arrestata per guida in stato di ebbrezza, con un tasso di alcol nel sangue di 0,08%, un livello troppo alto per guidare in California. Le fu pertanto ritirata la patente di guida a novembre 2006, e a gennaio 2007 fu multata per guida spericolata con libertà vigilata per 36 mesi e una multa di circa 1.500 dollari. Il 15 gennaio 2007 Hilton fu arrestata per aver guidato con una patente non valida e dovette firmare un documento che dichiarava di essere a conoscenza del fatto che non le era permesso guidare. Il 27 febbraio 2007 Paris fu nuovamente arrestata dopo aver guidato a circa 113 chilometri all'ora in una zona con limite di 56, sempre con un documento non valido. Non aveva tra l'altro i fari accesi, nonostante l'ora notturna.
Il 4 maggio 2007 Paris Hilton fu condannata dal giudice Michael T. Sauer a 45 giorni di prigione. L'ereditiera decise inizialmente di appellare la sentenza, promuovendo una petizione online per chiedere indulto al governatore californiano Arnold Schwarzenegger. La petizione fu creata ed organizzata il 5 maggio 2007 da Joshua Morales. In risposta, vari avversari diedero vita a contropetizioni per validare la sentenza decisa dal giudice Sauer. Entrambe le petizioni ottennero migliaia di firme. Hilton decise poi di cambiare avvocati e di lasciar perdere la decisione di appellare la sentenza.
Fu ordinato a Hilton di entrare in prigione per 45 giorni a partire dal 5 giugno 2007. L'ereditiera rispettò l'ordine, e si recò alla Century Regional Detention Facility, una prigione femminile a Lynwood, nella data stabilita, dopo aver partecipato agli MTV Movie Awards il 3 giugno 2007. Tuttavia, lo sceriffo della contea di Los Angeles, Lee Baca, firmò un documento il 7 giugno che permetteva a Hilton di tornare a casa con 40 giorni di detenzione domiciliare e un braccialetto elettronico per via di motivi di salute non specificati. Lee Baca commentò il rilascio dell'ereditiera dicendo: "Il mio messaggio rivolto a coloro a cui non piacciono le celebrità è che è ingiusto il fatto che queste vengano punite in modo maggiore rispetto ai normali cittadini americani." Secondo lo sceriffo, infatti, se Hilton non fosse stata famosa, non sarebbe neanche stata in prigione: "Il trattamento speciale, in un certo senso, sembra esserle stato inflitto solo perché è una celebrità." Nello stesso giorno del rilascio dell'ereditiera dalla prigione, il giudice Michael T. Sauer la riconvocò in tribunale per la mattina successiva, visto che la sentenza aveva esplicitamente deciso che avrebbe dovuto passare un periodo in prigione. Paris Hilton fu pertanto rimandata in prigione. Viste le sue condizioni di salute, l'ereditiera fu inizialmente mandata nel reparto medico della Twin Towers Correctional Facility a Los Angeles, per poi ritornare alla Century Regional Detention Facility a Lynwood il 13 giugno.
Il 2 luglio 2010 Paris Hilton fu accusata di aver fumato marijuana durante la partita fra Brasile e Paesi Bassi nel Campionato mondiale di calcio 2010. Fu pertanto allontanata dal Nelson Mandela Bay Stadium dalla polizia locale. Nonostante ciò, il caso fu chiuso per ragioni sconosciute. Il portavoce di Hilton Dawn Miller affermò: "Posso confermare che l'incidente è stata una totale incomprensione e che è stata un'altra persona del gruppo a fumare."
Il 17 luglio 2010 Hilton fu detenuta e poi rilasciata dopo essere stata trovata in possesso di cannabis all'aeroporto di Figari Sud Corse, in Corsica. Il 28 agosto dello stesso anno fu ancora una volta arrestata a Las Vegas per possesso di cocaina. Inizialmente la sua difesa affermò che la borsa che portava, che conteneva 0,8 grammi di cocaina, non era sua, in quanto "la borsa in questione è di una marca che si può trovare dappertutto, e che quindi non soddisfa gli standard di moda di Hilton." Tuttavia, l'ereditiera confermò che la borsa era sua, e che conteneva alcuni suoi oggetti personali, come soldi e carta di credito. La donna si dichiarò inoltre colpevole di due altri reati minori il 17 settembre 2010. Fu pertanto condannata a un anno di libertà vigilata, a 200 ore di servizi sociali, a una multa di 2 000 dollari e a un processo di disintossicazione. Il 20 settembre 2011 Hilton completò il suo anno di libertà vigilata e le sue 200 ore di servizi sociali (con l'aggiunta di 28 ore extra), dopo aver pagato la multa stabilita dalla sentenza decisa un anno prima.
Il 21 settembre 2010, durante un viaggio aereo per raggiungere una conferenza a Tokyo, Paris e sua sorella Nicky furono fermate all'aeroporto internazionale Narita per via del probabile possesso di droga per il quale la prima fu condannata il giorno precedente. Secondo le leggi giapponesi sulla droga, a tutte le persone che erano state precedentemente condannate per crimini legati alla droga viene generalmente negato l'accesso nel Paese. Gli ufficiali giapponesi condussero un interrogatorio alle due, che dovettero trascorrere la notte nell'hotel presso l'aeroporto. Il 22 settembre le autorità locali decisero di non consentire l'accesso delle sorelle Hilton in Giappone e di rimandarle negli Stati Uniti. Le altre tappe asiatiche del tour promozionale furono cancellate, viste le severe leggi sulla droga vigenti anche in Indonesia e Malaysia.

## Discografia
- 2006 – Paris
- 2024 – Infinite Icon

## Filmografia

### Cinema
- Zoolander, regia di Ben Stiller (2001)
- Nine Lives, regia di Andrew Green (2002)
- Pauly Shore Is Dead, regia di Pauly Shore (2003)
- Il gatto... e il cappello matto (The Cat in the Hat), regia di Robert Welch III (2003)
- Wonderland - Massacro a Hollywood (Wonderland), regia di James Cox (2003)
- Appuntamento da sogno! (Win a Date with Tad Hamilton!), regia di Robert Luketic (2004)
- Quando meno te lo aspetti (Raising Helen), regia di Garry Marshall (2004)
- La maschera di cera (House of Wax), regia di Jaume Collet-Serra (2005)
- Snakes on a Plane, regia di David Ellis (2006)
- Pledge This!, regia di William Heins (2006)
- The Hottie and the Nottie, regia di Tom Putnam (2007)
- An American Carol, regia di David Zucker (2008)
- Repo! The Genetic Opera, regia di Darren Lynn Bousman (2008)
- Bling Ring, regia di Sofia Coppola (2013)

### Documentari
- America the Beautiful, regia di Darryl Roberts (2007)
- Paris, Not France, regia di Adria Petty (2008)
- Teenage Paparazzo, regia di Adrian Grenier (2010)
- Jeremy Scott: The People's Designer, regia di Vlad Yudin (2015)
- Chiara Ferragni - Unposted, regia di Elisa Amoruso (2019)
- This Is Paris, regia di Alexandra Dean (2020)
- Framing Britney Spears, regia di Samantha Stark – film TV (2021)

### Video pornografici
- 1 Night in Paris, regia di Rick Salomon (2004)

### Televisione
- Las Vegas – serie TV, episodio 1x14 (2004)
- The O.C. – serie TV, episodio 1x22 (2004)
- Veronica Mars – serie TV, episodio 1x02 (2004)
- American Dreams – serie TV, episodio 3x15 (2005)
- My Name Is Earl – serie TV, episodio 3x15 (2008)
- Supernatural – serie TV, episodio 5x05 (2009)
- Hard Times - Tempi duri per RJ Berger (Hard Times - Tempi duri per RJ Berger) – serie TV, episodio 2x03 (2011)

### Video musicali
- Just Lose It di Eminem
- Don't Let the Man Get You Down di Fatboy Slim
- Nothing di Kim Jang-hoon
- Tapout dei Rich Gang
- Senza pagare di J-Ax e Fedez
- I Don't Want It All di Kim Petras
- Sorry Not Sorry di Demi Lovato
- Flowers di Gabi DeMartino
- Malibu di Kim Petras
- Cum di Brooke Candy ft. Iggy Azalea
- Substance di Demi Lovato

### Doppiatrice
- I Griffin (Family Guy) – serie animata, episodio 7x02 (2008)

## Programmi televisivi
- The Simple Life – reality show (2003-2007)
- Saturday Night Live – programma TV, episodi 29x07 e 30x11 (2003, 2005)
- The Girls Next Door – reality show (2005-2006)
- America's Next Top Model – reality show, episodio 8x07 (2007)
- Victoria's Secret Fashion Show – speciale TV (2008)
- Paris Hilton's My New BFF – programma TV, 20 episodi (2008-2009)
- Paris Hilton's British Best Friend – programma TV, 8 episodi (2009)
- Kathy Griffin: My Life on the D-List – reality show, episodio 5x04 (2009)
- Me lo dicono tutti! (I Get That a Lot) – reality show, episodi 1x01-1x02 (2009-2010)
- Hell's Kitchen - Un diavolo in cucina (Hell's Kitchen) – programma TV, episodio 8x12 (2010)
- Paris Hilton's Dubai BFF – programma TV, 9 episodi (2011)
- The World According to Paris – reality show (2011)
- Paradise Hotel – reality show (2011-2012)
- The Real Housewives of Beverly Hills – reality show, 4 episodi (2013-2020)
- I giocattoli della nostra infanzia (The Toys That Made Us) – programma TV, episodio 2x4 (2018)
- The Grand Tour – programma TV, episodio 2x10 (2018)
- Germany's Next Topmodel – reality show (2019)
- Al passo con i Kardashian (Keeping Up with the Kardashians) – reality show, 4 episodi (2019-2021)
- Instant Influencer – programma TV (2020)
- Savage X Fenty Show Vol. 2 – speciale TV (2021)
- RuPaul's Drag Race – talent show, episodio 13x16 (2021)
- Cooking with Paris – programma TV (2021)
- Paris in Love – reality show (2021-in corso)
- The Kardashians – reality show, episodio 4x07 (2023)
- Paris & Nicole: The Encore – reality show (2024)

## Doppiatrici italiane
- Connie Bismuto in La maschera di cera, Supernatural
- Daniela Calò in The O.C.
- Elena Mancuso in In cucina con Paris

## Libri
- (EN)  The Tinkerbell Hilton Diaries. My Life Tailing Paris Hilton, Warner Books, 2004. ISBN 0-446-69430-4 firmato come Tinkerbell Hilton
- Confessioni di un'ereditiera, TEA, 2005. ISBN 88-502-0945-2 con Merle Ginsberg
- (EN)  Your Heiress Diary. Confess It All to Me, Fireside, 2005. ISBN 0-7432-8714-2 con Merle Ginsberg
- (EN)  Paris: The Memoir, Dey Street Boooks, 2023. ISBN 9780063224629